# Маростика
Маростика (итал. Marostica) је насеље у Италији у округу Виченца, региону Венето.
Према процени из 2011. у насељу је живело 9264 становника. Насеље се налази на надморској висини од 100 м.

## Становништво
Према резултатима пописа становништва 2011. у општини је живело 13.783 становника.
| 1951.  | 1961.  | 1971.  | 1981.  | 1991.  | 2001.  | 2011.  |
| ------ | ------ | ------ | ------ | ------ | ------ | ------ |
| 11.787 | 11.093 | 11.975 | 12.379 | 12.639 | 12.848 | 13.783 |

## Партнерски градови
- Монтињи ле Бретоне, Сао Бернардо до Кампо, Mignano Monte Lungo